# Natalia Oreiro (album)
Natalia Oreiro je debutové album uruguayské herečky a zpěvačky Natalie Oreiro z roku 1998. První singl „De tu amor“ vyšel létě 1998, ke kterému byl natočen i videoklip. Druhým singlem se stala skladba „Cambio Dolor“, píseň i videoklip byly sestřiženy k znělce k telenovele Divoký anděl. Dalšími singly
Celé album se nese v latinském stylu, nechybí ani dvě balady, „Me muero de amor“ a „Vengo del Mar“.
Sedm písní pro Natalii složila dvojice Pablo Durand a Fernando Lope z Rossi, autoři hitu Que si, que si. Romantickou baladu „Me muero de amor“ napsala známá skladatelská dvojice Claudia Brant a Coti Sorokin. Claudia Brant společně s Marcelem Wengrowskym se také autorsky podíleli na písni „Nada mas que hablar“. Na písni „Huracán“ se podíleli tři autoři a píseň „Valor“ pro Natalii složil i otextoval Donato Poveda. Na finálové verzi CD spolupracovali i Afo Verde, který měl na starosti aranžmá písní, a Ed Calle, známý newyorský saxofonista.
Album se skládá ze 12 skladeb, z nichž píseň „Que si, que si“ je bonusová, jde o písničku k filmu Argentinka v New Yorku (Un Argentino en New York) .
Všechny písně byly použity v telenovele Divoký anděl (Muňeca Brava), kde Natalia v letech 1998-1999 hrála hlavní roli. Píseň Cambio Dolor se stala znělkou telenovely a balada Me muero de amor byla milostným tématem hlavních představitelů.
Celosvětově se prodalo přes milion kopií.

## Seznam Písní
Pro mezinárodní edici byl pořízen jiný booklet.
1. De tu Amor (3.54)
2. Uruguay (3.53)
3. Se pego en mi piel (4.03)
4. Me muero de amor (3.55)
5. Cambio dolor (4.05)
6. Valor (3.12)
7. Sabrosito y dulzon (3.56)
8. Vengo del Mar (3.33)
9. Huracán (3.31)
10. Nada mas que hablar (3.18)
11. Y te vas conmigo (3.33)

International bonus track
1. Que si que si (3.01)

## Sigly
- Que Sí, Que Sí - s videoklipem
- De tu amor
- Cambio dolor - s videoklipem
- Me Muero de Amor - s videoklipem
- Huracán